# Wolfgang Falck
Wolfgang Falck (Berlim, 19 de agosto de 1910 — St. Ulrich, 13 de março de 2007) foi um piloto alemão da Luftwaffe durante a Segunda Guerra Mundial. Voou 90 missões de combate, nas quais abateu 8 aeronaves inimigas, o que fez dele um ás da aviação.

## Sumário da carreira

### Condecorações
- Cruz de Ferro (1939)
  - 2ª classe
  - 1ª classe
- Cruz de Cavaleiro da Cruz de Ferro (1 de outubro de 1940) como Major e Geschwaderkommodore da NJG 1